# رویدن
رویدن (به آلمانی: Reuden/Anhalt) یک منطقهٔ مسکونی در آلمان است که در تسبرست واقع شده‌است. رویدن ۳۱۲ نفر جمعیت دارد.